# Наутилус Помпилиус
Nautilus Pompilius («Наути́лус Помпі́ліус», рос. Наутилус Помпилиус) — один з найпопулярніших радянських і російських рок-гуртів. Заснований в Свердловську (зараз Єкатеринбург) 1982 року, коли почалася спільна робота В'ячеслава Бутусова і Дмитра Умецького над першим альбомом «Переезд». З 1982 року склад музикантів та учасників неодноразово змінювався. Змінам піддавався також і музичний стиль гурту. Гурт проіснував до 1993 року.

## Назва
Офіційно гурт називається «Nautilus Pompilius». Nautilus pompilius — систематична назва виду молюсків роду наутилусів. На кількох альбомах обидва слова написані великими літерами — «NAUTILUS POMPILIUS», ще на кількох — кирилицею, великими буквами — «НАУТИЛУС ПОМПИЛИУС». Також гурт називають «Наутилусами», «Наусами» або ще коротше — «Нау».
Початковий варіант назви гурту — «Али-Баба и сорок разбойников», а варіант «Наутилус» був запропонований у 1983 році звукорежисером гурту Андрієм Макаровим. У 1985 році з ініціативи Іллі Кормільцева, з яким гурт тоді вже розпочав співпрацю, назва була розширена до «Наутилус Помпилиус», щоб уникнути плутанини, оскільки в той час країною налічувалося кілька десятків гуртів з аналогічною назвою, у тому числі і московський «Наутилус» Євгенія Маргуліса, який незадовго до цього покинув «Машину времени». У супровідній записці до другого альбому гурту — «Невидимка», випущеному в тому ж 1985 році, факт здобуття гуртом остаточної назви був зафіксований таким чином: «Группа названа в честь голожаберного моллюска, который от природы красив и обаятелен».

## Історія гурту

### Заснування
Діяльність гурту Наутилус Помпилиус сягає своїм корінням в кінець 70-х років XX століття. Він був заснований в Свердловську В'ячеславом Бутусовим та Дмитром Умецьким, студентами Свердловського архітектурного інституту. У перший період свого існування гурт виступав на танцях, виконуючи переважно пісні західних рок-гуртів, а також «Машины времени», «Воскресение» і Костянтина Нікольського. Спроби зафіксувати на магнітній плівці власний матеріал були зроблені в 1982 році, тоді було записано кілька пісень, які пізніше увійшли до дебютного альбому «Наутілуса» «Переїзд» (1983), створений під значним впливом творчості Led Zeppelin.
Другий альбом групи, «Невидимка», явив собою помітну зміну стилю «Наутілуса», його переорієнтацію на нововохвильову естетику за прикладом ленінградських рок-гуртів.

## Дискографія
Номерні альбоми
1. 1983 — Переезд Магнітоальбом, CD.
2. 1985 — Невидимка Магнітоальбом, CD.
3. 1986 — Разлука Магнітоальбом, LP, CD.
4. 1988 — Князь тишины LP, CD.
5. 1988 — Раскол LP, CD.
6. 1989 — Человек без имени (випущений у 1995) CD.
7. 1990 — Наугад (випущений у 1994) CD.
8. 1991 — Родившийся в эту ночь LP.
9. 1991 — Чужая земля (випущений у 1993) LP, CD.
10. 1993 — Титаник на Фонтанке (з гуртом «Аквариум») CD.
11. 1994 — Титаник CD.
12. 1995 — Крылья (випущений у 1996) CD.
13. 1997 — Яблокитай CD.
14. 1997 — Атлантида CD.

Концертні альбоми
1. 1987 — Подъём (Концерт у Таллінні, 21 червня 1987) CD.
2. 1988 — Нау и Бригада С LP.
3. 1988 — Ни Кому Ни Кабельность (Концертні записи 1987—1988 рр., у тому числі оригінал концерту в Новосибірську 11 квітня 1987) 2CD.
4. 1988 — Отбой (Концерт у ДЦКЗ «Россия», Москва, червень 1988) LP, CD.
5. 1994 — Титаник Live (Концерт у ДЦКЗ «Россия», Москва, 13 червня 1994) CD.
6. 1996 — Акустика (Лучшие Песни) (Концерт у ПК ім. Горбунова, Москва, 2 березня 1996) CD.

Демоальбоми
1. 1982 — Али-Баба и 40 разбойников Магнітоальбом
2. 1985 — 360 градусов обстрела Магнітоальбом, не видано

Триб'юти
1. 1993 — Отчёт 1983—1993 CD.
2. 2008 — Нау Бум CD.

Композиції входять до збірок (найцікавіші)
- 1987 — Рок-панорама, часть I LP.
- 1988 — Литуаника '87 LP.
- 1992 — Рок против террора LP.
- 1993 — Greenpeace Rocks LP, CD
- 1996 — Легенды русского рока CD.